# Mattia Rosso
Mattia Rosso (Cuneo, 28 maggio 1985) è un pallavolista italiano, schiacciatore della New Mater.

## Carriera

### Club
La carriera di Mattia Rosso inizia nel 2002 nel Piemonte di Cuneo, in Serie A1, con il quale vince la Supercoppa italiana; nella stagione successiva passa all'ASD Pallavolo Busca, in Serie B1. Nella stagione 2004-05 torna a Cuneo.
Nella stagione 2005-06 viene ingaggiato da La Fenice Isernia, in Serie A2, dove resta per due stagioni, prima di far nuovamente ritorno alla squadra cuneese nella stagione 2007-08.
Dopo un'annata nella Materdomini ed una nella Reima Crema, nella stagione 2010-11 approda al Padova, sempre in Serie A2, con la quale conquista subito la promozione, per poi retrocedere nuovamente in serie cadetta e con cui vince, nella stagione 2013-14, la Coppa Italia di Serie A2: ottiene una nuova promozione al termine dell'annata 2013-14, partecipando con la stessa squadra alla Superlega 2014-15; in totale resta legato al club di Padova per cinque stagioni.
Per il campionato 2015-16 viene ingaggiato dall'Argos di Sora, in serie cadetta, con cui ottiene la promozione in Superlega, categoria dove milita con la stessa maglia per le due stagioni successive. Torna in Serie A2 per l'annata 2018-19 con la Marconi di Spoleto e in quella successiva nuovamente alla Materdomini. Nella stagione 2020-21 si sposta nell'altra società di Castellana Grotte, ossia la New Mater, sempre in serie cadetta.

### Nazionale
Nel 2005 esordisce nella nazionale italiana, vincendo il bronzo alle Universiadi.

## Palmarès

### Club
- Supercoppa italiana: 1

2002
- Coppa Italia di Serie A2: 1

2013-14

### Nazionale (competizioni minori)
- Universiade di Smirne 2005